# Лехтла, Кадри
Ка́дри Ле́хтла (эст. Kadri Lehtla; род. 3 мая 1985, Таллин) — эстонская биатлонистка, член сборной Эстонии по биатлону. С 1996 г. занималась лыжами, а с 2006 г. переключилась на биатлон, член национальной команды. Её тренеры Тыну Пяясуке, Кристьян Оя и Хиллар Цахкна. Участница Олимпийских игр и трёх чемпионатов мира. Наилучший достижением (на 28 ноября 2013 года) на Кубке мира является 15-е место в индивидуальной гонке этапа в Эстерсунд, в сезоне 2013/2014, Кадри единственная чисто отстреляла в гонке.
Член национальной сборной, вместе с Эвели Сауэ, Сирли Ханни, Кристел Вийгипуу и Дарьей Юрловой  В 2022 году завершила карьеру.

## Чемпионаты мира
Чемпионат мира по биатлону 2009
- Спринт — #28
- Гонка преследования — #42
- Индивидуальная гонка — #66

Чемпионат мира по биатлону 2011
| Дата       | Вид гонки           | Место       | Позиция |
| ---------- | ------------------- | ----------- | ------- |
| 20.08.2011 | Спринт              | Контиолахти |         |
| 21.08.2011 | Гонка преследования | Контиолахти |         |